# Unterberg (Gutensteiner Alpen)
Unterberg är ett berg i Österrike.   Det ligger i distriktet Wiener Neustadt-Land och förbundslandet Niederösterreich, i den östra delen av landet, 50 km sydväst om huvudstaden Wien. Toppen på Unterberg är 1 342 meter över havet, eller 595 meter över den omgivande terrängen. Bredden vid basen är 20,6 km.
Terrängen runt Unterberg är huvudsakligen kuperad. Närmaste större samhälle är Lilienfeld, 18,6 km nordväst om Unterberg. 
I omgivningarna runt Unterberg växer i huvudsak blandskog. Runt Unterberg är det ganska tätbefolkat, med 75 invånare per kvadratkilometer.